# Aphelandra montis-scalaris
Aphelandra montis-scalaris là một loài thực vật có hoa trong họ Ô rô. Loài này được Lindau ex Pilg. mô tả khoa học đầu tiên năm 1905.